# Ariarate VII di Cappadocia
Ariarate VII Filometore (in greco antico: Ἀριαράθης Φιλομήτωρ, Ariaráthēs Philomḗtōr; ... – 101 a.C.) fu re di Cappadocia nel 116 a.C. o 111 a.C.–100 a.C.
Figlio di Ariarate VI e della moglie Laodice, nei suoi primi anni regnò sotto la reggenza di sua madre Laodice, sorella del re del Ponto Mitridate VI. Durante questo periodo il regno venne ingrandito da Nicomede III, re di Bitinia, che sposò Laodice. Nicomede venne presto espulso da Mitridate, reintegrando al trono Ariarate VII che, opponendosi a Gordio, autore dell'assassinio di suo padre e alleato di Mitridate, re del Ponto, venne da questi ucciso, mettendo poi al suo posto uno dei suoi figli, Ariarate IX.
Il fratello di Ariarate, Ariarate VIII, fu comunque re, contendendo così il trono a Mitridate e a suo figlio.

## Fonti
- (EN) Hazel, John; Chi è costui nel mondo greco, "Ariarate VII", (1999)
- (EN) Head, Barclay; Historia Numorum, "Cappadocia", (1911)